# 烏爾薩鎮區 (伊利諾伊州亞當斯縣)
烏爾薩鎮區（英語：Ursa Township）是位於美國伊利諾伊州亞當斯縣的一個行政鎮區。

## 地方資料
根據2010年美國人口普查的數據，烏爾薩鎮區的面積為158.10平方千米，當中陸地面積為148.20平方千米，而水域面積為9.90平方千米。當地共有人口1060人，而人口密度為每平方千米6人。